# Chaffinch Brook
Der Chaffinch Brook ist ein Wasserlauf im London Borough of Bromley. Er entsteht nördlich des Bahnhofs  Elmers End und fließt in nördlicher Richtung. Aus seinem Zusammentreffen mit dem The Brook entsteht der River Pool.